# У цьому куточку світу (фільм)
«У цьому куточку світу» (яп. この世界の片隅に, Kono Sekai no Katasumi ni) — японський анімаційний воєнний драматичний фільм 2016 року, створений студією MAPPA, співавтором сценарію та режисером якого виступив Сунао Катабучі. Персонажі були розроблені Хіденорі Мацубарою, а музика написана Котрінго. Фільм заснований на однойменній манзі, написаній і проілюстрованій Фумійо Коно. Прем’єра в Японії відбулася 12 листопада 2016 року. У червні 2016 року Animatsu Entertainment отримала права на глобальне розповсюдження фільму.Компанія Shout! Factory придбала права на розповсюдження в Північній Америці, і фільм вийшов у кінотеатрах США 11 серпня 2017 року у співпраці з Funimation Films. Розширена версія фільму під назвою «У цьому (та інших) куточках світу» (яп. この世界の（さらにいくつもの）片隅に, Kono Sekai no (Sara ni Ikutsumono) Katasumi ni) вийшла 20 грудня 2019 року.
Дія фільму відбувається у 1930-1940-х роках у Хіросімі та Куре в Японії, приблизно за десять років до і після атомного бомбардування Хіросіми, але переважно у 1944-45 роках. У фільмі чітко показані природа та традиційна культура Японії, які контрастують із жорстокими та безповоротними сценами, спричиненими війною. Хоча це вигадана історія, офіційний путівник до фільму стверджує, що епізоди та фон сюжету базуються на фактах і реальних подіях втраченого довоєнного міського ландшафту Хіросіми, пошкодженого під час бомбардування, що було досліджено командою виробництва.

## Сюжет
Молода дівчина на ім'я Судзу живе в приморському містечку під назвою Еба поблизу Хіросіми. Одного дня Судзу малює картину для свого однокласника Тецу, який дивиться на море і сумує через загибель свого брата, що потонув під час служби моряком. У 1943 році 18-річна Судзу виходить заміж за молодого військового службовця Шюсаку, якого колись зустрічала в дитинстві, і переїжджає до його родини в Куре, велике військове портове місто за 15 миль від Хіросіми. Поки вона звикає до свого нового життя, загроза війни на Тихому океані починає нависати над мешканцями міста.
Будинок Судзу і Шюсаку розташований на пагорбі з видом на місто та на Об’єднаний флот у гавані. Час від часу у них гостюють невістка Кейко та племінниця Харумі. Через дефіцит продуктів уряд вводить продуктові норми. Починаються підготовки до евакуації та попередження про повітряні нальоти американських військ. Судзу, як домогосподарка у тонарігумі чергує при розподілі продуктів, відвідує навчання з захисту від повітряних нападів та виконує інші воєнні завдання.
У грудні 1944 року Тецу, тепер моряк Імператорського флоту, навідується до Судзу. Розуміючи, що це може бути їхня остання зустріч, Шюсаку залишає їх наодинці поговорити. Хоч Тецу й зізнається Судзу в коханні, вона відповідає, що любить свого чоловіка понад усе. Наступної весни Шюсаку призивають до флоту, і він розташовується з військами в місті Отаке за 40 миль від них.
У 1945 році американці починають повітряні нальоти на материкову частину Японії; у Куре літаки ВМС США бомблять порт. Судзу втрачає брата Йоічі, втрачає свою праву руку, а племінницю Харумі вбиває бомба з відкладеним часом вибуху. Після падіння в депресію Судзу вирішує повернутися в безпечне рідне місто, але від’їзд затримується через візит до лікаря. Вранці Судзу і Кейко помічають дивне світло, а потім раптом відчувають землетрус. Радіо не працює, і вони бачать високу хмару диму в напрямку Хіросіми. Незабаром дізнаються, що на місто впала нова, руйнівна бомба, яка забрала безліч життів. Деякий час Судзу не може отримати інформацію про своє рідне місто.
Через кілька днів у радіозверненні імператор Японії оголошує про кінець війни  Судзу, яка звикла зосереджуватися на виживанні родини, змушена прийняти втрати і занурюється у відчай. Американські війська окуповують Куре, забезпечуючи місцеве населення їжею. Судзу відвідує дім своєї бабусі Іто в Кусацу, сільському містечку на захід від Хіросіми та за межами ураженої зони, щоб побачити свою сестру Сумі, єдину, хто вижив з родини Судзу. Сумі повідомляє їй про долю їхніх батьків: їхня мати поїхала за припасами і, як вважається, загинула миттєво від першого вибуху та ударної хвилі бомби, тоді як їхній батько помер через кілька місяців, захворівши та піддавшись можливому радіаційному отруєнню. Сама Сумі тяжко захворіла від радіації. Шюсаку повертається та возз'єднується із Судзу. Вони знаходять дівчинку-сироту та усиновлюють її. Судзу поступово повертає жагу до життя завдяки підтримці та любові друзів і родини. У фінальних титрах показано, як їхня прийомна донька виростає в будинку Ходжьо, шиючи одяг за допомогою Судзу в повоєнній Японії.

## Персонажі
- Судзу Ходжьо (у дівоцтві Урано) — головна героїня, вийшла заміж у підлітковому віці та переїхала з рідної Хіросіми до дому Шюсаку в Куре. Невинна й наївна, добре малює. Докладала багато зусиль, щоб подолати труднощі під час війни, але згодом зазнала трагедії.
- Шюсаку Ходжьо — чоловік Судзу. Серйозний і мовчазний. Судовий чиновник Військового трибуналу в Куре. Старший за Судзу на чотири роки
- Харумі Куромура – дівчинка приблизно п'яти років. Племінниця Судзу, донька Кейко. Загинула під час бомбардування Куре американськими силами, коли гуляла разом із Судзу.
- Кейко Куромура – сестра Шюсаку та вдова. Мати Харумі. Має також сина на ім’я Хісао, якого забрала родина покійного чоловіка як спадкоємця, тож Кейко втратила право його бачити.
- Тецу Мідзухара – друг Судзу з дитинства. У нього залишилися гарні спогади про Судзу. Насправді закоханий у неї. Моряк японського крейсера «Аоба»
- Сумі Урано – молодша сестра Судзу. Згодом тяжко захворіла внаслідок опромінення після атомного бомбардування Хіросіми.
- Ентаро Ходжьо — батько Шюсаку. Інженер військово-морського арсеналу Хіро.
- Сан Ходжьо – мати Шусаку. Має травму ноги, яка обмежує її у виконанні домашньої роботи. Припускається, що Шюсаку одружився з Судзу, щоб вона могла допомагати родині, але він це заперечує.
- Джюро Урано – батько Судзу. Володів сімейним бізнесом з вирощування та торгівлі морськими водоростями, згодом став фабричним робітником. Помер від наслідків радіації після атомного бомбардування Хіросіми.
- Кісено Урано – мати Судзу. Зникла безвісти після атомного бомбардування в Хіросімі, ймовірно загинула.
- Йоічі Урано – старший брат Судзу. Солдат, відправлений на один із південних островів Тихоокеанського театру бойових дій. Повідомлено, що загинув у бою.
- Рін Шіракі – куртизанка, яка працює в кварталі червоних ліхтарів Куре. У дитинстві ховалася на даху будинку бабусі й дідуся Судзу, де вперше коротко зустріла Судзу, яка пригостила її кавуном. Пізніше знову зустрічається з Судзу в Куре, коли та загубилась, повертаючись додому. Між ними зав’язується дружба. Невідомо для Судзу, Шюсаку мав стосунки з Рін, і це згодом викликає напруження в її шлюбі. Судзу почувається гіршою за Рін, але все одно просить Шюсаку дізнатися, чи жива вона, коли чує, що район, де жила Рін, був бомбардований. Судзу знаходить повністю зруйнований бордель і розуміє, що Рін загинула.

## Виробництво

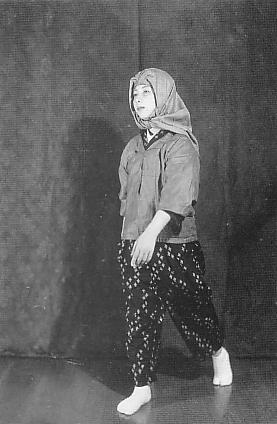
Персонажі носили монпе (жіночі штани, зображені в 1937 році) взимку 1943 року, оскільки було дуже холодно, а шкарпеток табі не було.

Проєкт було оголошено у серпні 2012 року, а краудфандинг розпочався у березні 2015 року для збору коштів. Кампанія виявилася успішною: було залучено рекордні для Японії 3 374 учасники, а зібрані 39 мільйонів єн перевищили початкову мету у 20 мільйонів єн. Ще один збір, щоб відправити Катабучі за кордон для рекламування фільму, розпочався 22 листопада 2016 року і досяг мети у 10 мільйонів єн всього за одинадцять годин.
Режисер Сунао Катабучі прагнув додати якомога точніші деталі до фону фільму, наприклад, один кадр, над яким працювали понад 20 разів, щоб його ідеально відтворити. Для цього він використовував аерофотознімки, щоб оцінити розміри магазину, та брав інтерв’ю у понад десяти літніх мешканців.
25 липня 2018 року офіційний акаунт фільму в Twitter оголосив, що фільм отримає розширену версію під назвою ««У цьому (та інших) куточках світу» (яп. この世界の（さらにいくつもの）片隅に, Kono Sekai no (Sara ni Ikutsumono) Katasumi ni) . Спочатку його планували випустити в кінотеатрах Японії в грудні 2018 року, але його було відкладено до 20 грудня 2019 року. Розширена версія приділяє більше уваги стосункам між Рін, Шюсаку та Судзу, та містить приблизно 40 хвилин додаткового матеріалу.

## Сприйняття

### Кінопрокат
У перший вікенд після прем’єри фільм посів 10-те місце в японському прокаті, дебютувавши у 63 кінотеатрах по всій Японії та зібравши загалом 47 мільйонів єн із 32 032 проданих квитків. Станом на 25 березня 2017 року фільм зібрав понад 2,5 мільярда єн із 1,9 мільйона глядачів.

### Думки критиків
На вебсайті агрегатора рецензій Rotten Tomatoes фільм має рейтинг схвалення 97% на основі 74 рецензій. Критичний консенсус вебсайту гласить: «Фільм пропонує унікальну точку зору на часто зображуваний період історії, що додатково вирізняється прекрасною мальованою анімацією». На Metacritic фільм має середньозважений бал 73 зі 100 на основі 21 критика, що свідчить про «загалом схвальні відгуки». На AlloCiné фільм має середній бал 4,3/5 на основі 21 критика, посідаючи дев'яте місце серед фільмів, випущених у 2016 році.
Сара Ворд із Screen International високо оцінила візуальну естетику та сценарій фільму, назвавши їх «зворушливими та захопливими». У своїй рецензії вона підсумувала: «„У цьому куточку світу“ — це безперечно прекрасна, така, що розчулює до глибини душі, анімаційна стрічка, але водночас вона усвідомлює, що мальовничі краєвиди та приємні відчуття — лише частина картини». У огляді для TheWrap Ден Каллаган охарактеризував фільм як «красивий, але нерівномірний», висловивши критику щодо сценарію, хоча й додав, що стрічка «безперечно викличе усмішку».

### Похвали
«У цьому куточку світу» отримав 40-ту премію Японської академії кіно за найкращий анімаційний фільм, 90-ту нагороду Кінема Дзюмпо Best 10 за найкращий японський фільм як другий в історії анімаційний фільм, приз журі на 41-му Міжнародному фестивалі анімаційного кіно в Аннесі, а також був номінований на 45-ту премію «Енні» за найкращий незалежний анімаційний фільм.
Сунао Катабучі отримав Премію Міністра освіти, культури, спорту, науки і технологій Японії у категорії «Кіно» на 67-й Премії за заохочення мистецтва, 59-ту премію «Блакитна стрічка» за найкращу режисуру, ставши першим режисером анімаційного фільму, який здобув цю нагороду, а також премію «Кінема Дзюмпо Best 10» за найкращого японського режисера на 90-й церемонії — знову ж таки як перший режисер анімаційного фільму, удостоєний цієї відзнаки.
65-ту премію Кікучі Кана було присуджено команді фільму, до складу якої входили і учасники збору.
На 21-й церемонії вручення премій Онлайн-спілки кінокритиків фільм був номінований у категорії найкращий анімаційний фільм, але поступився перемогою стрічці «Коко».
| Список нагород і номінацій | Список нагород і номінацій                                                                         | Список нагород і номінацій                           | Список нагород і номінацій                  | Список нагород і номінацій | Список нагород і номінацій |
| Рік                        | Нагорода                                                                                           | Категорія                                            | Отримувач                                   | Результат                  | Прим.                      |
| -------------------------- | -------------------------------------------------------------------------------------------------- | ---------------------------------------------------- | ------------------------------------------- | -------------------------- | -------------------------- |
| 2016                       | 3rd Hiroshima International Film Festival                                                          | Hiroshima Peace Film Award                           | In This Corner of the World                 | Перемога                   | [ 31 ] [ 32 ]              |
| 2016                       | 41st Hochi Film Award                                                                              | Best Picture                                         | In This Corner of the World                 | Номінація                  | [ 33 ]                     |
| 2016                       | 41st Hochi Film Award                                                                              | Best Director                                        | Сунао Катабучі                              | Номінація                  | [ 33 ]                     |
| 2016                       | Selection of movies by MEXT                                                                        | Special Selection                                    | In This Corner of the World                 | Перемога                   | [ 34 ]                     |
| 2016                       | 38th Yokohama Film Festival                                                                        | Best Film                                            | In This Corner of the World                 | Перемога                   | [ 35 ]                     |
| 2016                       | 38th Yokohama Film Festival                                                                        | Special Jury Prize                                   | Rena Nōnen                                  | Перемога                   | [ 35 ]                     |
| 2016                       | WOWOW Plast Best Films in 2016                                                                     |                                                      | In This Corner of the World                 | 1-ше місце                 | [ 36 ]                     |
| 2016                       | Japan Film PEN Club Best 5                                                                         | Best 5 Japanese Films in 2016                        | In This Corner of the World                 | 2-ге місце                 | [ 37 ]                     |
| 2017                       | 31st Takasaki Film Festival                                                                        | Horizont Award                                       | Сунао Катабучі, Нон                         | Перемога                   | [ 38 ]                     |
| 2017                       | 90th Kinema Junpo Best 10 Award                                                                    | Best Japanese Film                                   | In This Corner of the World                 | Перемога                   | [ 39 ] [ 40 ] [ 41 ]       |
| 2017                       | 90th Kinema Junpo Best 10 Award                                                                    | Best Japanese Film Director                          | Сунао Катабучі                              | Перемога                   | [ 39 ] [ 40 ] [ 41 ]       |
| 2017                       | 90th Kinema Junpo Best 10 Award                                                                    | Best Japanese Film by Reader's Choice                | In This Corner of the World                 | Перемога                   | [ 39 ] [ 40 ] [ 41 ]       |
| 2017                       | 90th Kinema Junpo Best 10 Award                                                                    | Best Japanese Film Director by Reader's Choice       | Сунао Катабучі                              | Перемога                   | [ 39 ] [ 40 ] [ 41 ]       |
| 2017                       | PIA Movie Life Audience Award 2016                                                                 | Best 10 Films                                        | In This Corner of the World                 | 3-тє місце                 | [ 42 ] [ 43 ]              |
| 2017                       | 71st Mainichi Film Awards                                                                          | Best Film                                            | In This Corner of the World                 | Номінація                  | [ 44 ] [ 45 ]              |
| 2017                       | 71st Mainichi Film Awards                                                                          | Excellent Film (2nd Best Film)                       | In This Corner of the World                 | Перемога                   | [ 44 ] [ 45 ]              |
| 2017                       | 71st Mainichi Film Awards                                                                          | Best Animation Film                                  | In This Corner of the World                 | Номінація                  | [ 44 ] [ 45 ]              |
| 2017                       | 71st Mainichi Film Awards                                                                          | Ōfuji Noburō Award                                   | In This Corner of the World                 | Перемога                   | [ 44 ] [ 45 ]              |
| 2017                       | 71st Mainichi Film Awards                                                                          | Best Director                                        | Сунао Катабучі                              | Номінація                  | [ 44 ] [ 45 ]              |
| 2017                       | 71st Mainichi Film Awards                                                                          | Best Actress                                         | Нон                                         | Номінація                  | [ 44 ] [ 45 ]              |
| 2017                       | 71st Mainichi Film Awards                                                                          | Best Music                                           | Котрінго                                    | Перемога                   | [ 44 ] [ 45 ]              |
| 2017                       | Eiga Geijutsu (Movie Art Magazine) Best & Worst 10 Award                                           | Best 10 Japanese Films                               | In This Corner of the World                 | 1-ше місце                 | [ 46 ]                     |
| 2017                       | Eiga Hi-Ho (Movie Treasure Magazine) Movie Awards 2016                                             | Best 10 Films                                        | In This Corner of the World                 | 2-ге місце                 | [ 47 ]                     |
| 2017                       | Eiga Hi-Ho (Movie Treasure Magazine) Movie Awards 2016                                             | Hi-Ho Best Girls in 2016                             | Нон                                         | 1-ше місце                 | [ 47 ]                     |
| 2017                       | 26th Tokyo Sports Film Award                                                                       | Best Film                                            | In This Corner of the World                 | Перемога                   | [ 48 ]                     |
| 2017                       | 26th Tokyo Sports Film Award                                                                       | Best Actress                                         | Non                                         | Номінація                  | [ 48 ]                     |
| 2017                       | 59th Blue Ribbon Awards                                                                            | Best Film                                            | In This Corner of the World                 | Номінація                  | [ 49 ] [ 50 ]              |
| 2017                       | 59th Blue Ribbon Awards                                                                            | Best Director                                        | Сунао Катабучі                              | Перемога                   | [ 49 ] [ 50 ]              |
| 2017                       | eAT 2017 in KANAZAWA                                                                               | Grand Prize                                          | Сунао Катабучі                              | Перемога                   | [ 51 ] [ 52 ] [ 53 ]       |
| 2017                       | Best 10 Cinemas in Sapporo 2016                                                                    | Best 10 Japanese Films                               | In This Corner of the World                 | 1-ше місце                 | [ 54 ]                     |
| 2017                       | Best 10 Cinemas in Sapporo 2016                                                                    | Best Director                                        | Сунао Катабучі                              | Перемога                   | [ 54 ]                     |
| 2017                       | Best 10 Cinemas in Sapporo 2016                                                                    | Best Animated Film                                   | In This Corner of the World                 | Перемога                   | [ 54 ]                     |
| 2017                       | Best 10 Cinemas in Sapporo 2016                                                                    | Special Award                                        | Нон                                         | Перемога                   | [ 54 ]                     |
| 2017                       | Osaka Cinema Festival 2017                                                                         | Best 10 Japanese Films                               | In This Corner of the World                 | 1-ше місце                 | [ 55 ] [ 56 ]              |
| 2017                       | Osaka Cinema Festival 2017                                                                         | Best Music                                           | Котрінго                                    | Перемога                   | [ 55 ] [ 56 ]              |
| 2017                       | 21st Japan Internet Movie Awards                                                                   | Best Film                                            | In This Corner of the World                 | Перемога                   | [ 57 ] [ 58 ] [ 59 ]       |
| 2017                       | 21st Japan Internet Movie Awards                                                                   | Best Director                                        | Сунао Катабучі                              | Перемога                   | [ 57 ] [ 58 ] [ 59 ]       |
| 2017                       | 21st Japan Internet Movie Awards                                                                   | Best Animation                                       | In This Corner of the World                 | Перемога                   | [ 57 ] [ 58 ] [ 59 ]       |
| 2017                       | 21st Japan Internet Movie Awards                                                                   | Best Attached                                        | In This Corner of the World                 | Перемога                   | [ 57 ] [ 58 ] [ 59 ]       |
| 2017                       | 21st Japan Internet Movie Awards                                                                   | Best Actress                                         | Нон                                         | Перемога                   | [ 57 ] [ 58 ] [ 59 ]       |
| 2017                       | 21st Japan Internet Movie Awards                                                                   | Best Impact                                          | Сунао Катабучі, Нон                         | Перемога                   | [ 57 ] [ 58 ] [ 59 ]       |
| 2017                       | coco Award 2016                                                                                    | Best Movies in 2016                                  | In This Corner of the World                 | 2-ге місце                 | [ 60 ]                     |
| 2017                       | National Liaison Committee of Movie Appreciation Awards 2016                                       | Best Japanese Films                                  | In This Corner of the World                 | 1-ше місце                 | [ 61 ]                     |
| 2017                       | National Liaison Committee of Movie Appreciation Awards 2016                                       | Best Director                                        | Сунао Катабучі                              | Перемога                   | [ 61 ]                     |
| 2017                       | National Liaison Committee of Movie Appreciation Awards 2016                                       | Best Actress                                         | Нон                                         | Перемога                   | [ 61 ]                     |
| 2017                       | 40th Japan Academy Prize                                                                           | Excellent Animation of the Year                      | In This Corner of the World                 | Перемога                   | [ 62 ] [ 63 ] [ 64 ]       |
| 2017                       | 40th Japan Academy Prize                                                                           | Best Animation of the Year                           | In This Corner of the World                 | Перемога                   | [ 62 ] [ 63 ] [ 64 ]       |
| 2017                       | 40th Japan Academy Prize                                                                           | Outstanding Achievement in Music                     | Котрінго                                    | Перемога                   | [ 62 ] [ 63 ] [ 64 ]       |
| 2017                       | 67th Art Encouragement Prize by the Minister of Education, Culture, Sports, Science and Technology | Film category                                        | Сунао Катабучі                              | Перемога                   | [ 65 ]                     |
| 2017                       | 22nd AMD Award                                                                                     | Excellent Contents                                   | Таро Макі                                   | Перемога                   | [ 66 ] [ 67 ]              |
| 2017                       | 11th Seiyu Awards                                                                                  | Special Award                                        | Нон                                         | Перемога                   | [ 68 ] [ 69 ]              |
| 2017                       | 11th Seiyu Awards                                                                                  | Best Supporting Actress                              | Мегумі Хан                                  | Перемога                   | [ 68 ] [ 69 ]              |
| 2017                       | 59th Culture of Child Welfare Award                                                                | Film/Media category                                  | Комітет виробництва фільму                  | Перемога                   | [ 70 ]                     |
| 2017                       | 41st SIGNIS JAPAN Movie Award                                                                      | Best Film                                            | In This Corner of the World                 | Перемога                   | [ 71 ] [ 72 ]              |
| 2017                       | 36th Fujimoto Awards                                                                               | Special Prize                                        | Масао Маруяма, Таро Макі                    | Перемога                   | [ 73 ]                     |
| 2017                       | 34th Encouragement of Reconstruction of Japanese Cinema Award                                      | Japanese Film Peace Award                            | In This Corner of the World                 | Перемога                   | [ 74 ]                     |
| 2017                       | The Japan Society for Animation Studies Award 2017                                                 | Special Award                                        | Sunao Katabuchi                             | Перемога                   | [ 75 ] [ 76 ]              |
| 2017                       | Commendation by the Commissioner for Cultural Affairs                                              | International Art Category                           | Сунао Катабучі                              | Перемога                   | [ 77 ]                     |
| 2017                       | 23rd Miyazaki Film Festival                                                                        | Best Animation                                       | In This Corner of the World                 | Перемога                   | [ 78 ]                     |
| 2017                       | 16th Sense of Gender Awards                                                                        | Award of "Beyond Time"                               | In This Corner of the World (Манга & Фільм) | Перемога                   | [ 79 ]                     |
| 2017                       | ASIAGRAPH 2017                                                                                     | Tsumugi Award (Creativity Award)                     | Сунао Катабучі, Таро Макі                   | Перемога                   | [ 80 ]                     |
| 2017                       | 65th Kikuchi Kan Prize                                                                             |                                                      | Команда виробництва фільму                  | Перемога                   | [ 81 ]                     |
| 2017                       | 25th KINEKO International Children's Film Festival                                                 | Grand Prize in Japanese Film Category                | In This Corner of the World                 | Перемога                   | [ 82 ]                     |
| 2017                       | 14th Navarra Anime Festival                                                                        | Audience Award                                       | In This Corner of the World                 | Перемога                   | [ 83 ] [ 84 ]              |
| 2017                       | 24th Stuttgart Festival of Animated Film                                                           | Special Mention for Feature Film                     | In This Corner of the World                 | Перемога                   | [ 85 ]                     |
| 2017                       | 19th Future Film Festival                                                                          | Platinum Grand Prize                                 | In This Corner of the World                 | Номінація                  | [ 86 ]                     |
| 2017                       | 27th Animafest Zagreb                                                                              | Best Feature Film                                    | In This Corner of the World                 | Номінація                  | [ 87 ]                     |
| 2017                       | 41st Annecy International Animated Film Festival                                                   | Jury Award for Feature Film                          | In This Corner of the World                 | Перемога                   | [ 88 ] [ 89 ] [ 90 ]       |
| 2017                       | 23rd Los Angeles Film Festival                                                                     | World Fiction Award                                  | In This Corner of the World                 | Номінація                  | [ 91 ] [ 92 ]              |
| 2017                       | 6th Toronto Japanese Film Festival                                                                 | Grand Jury Prize for Best Film                       | In This Corner of the World                 | Перемога                   | [ 93 ]                     |
| 2017                       | 71st Edinburgh International Film Festival                                                         | Best International Feature Film                      | In This Corner of the World                 | Номінація                  | [ 94 ]                     |
| 2017                       | 66th Melbourne International Film Festival                                                         | Audience Award for Feature Film                      | In This Corner of the World                 | Номінація                  | [ 95 ] [ 96 ] [ 97 ]       |
| 2017                       | 19th Bucheon International Animation Festival                                                      | Grand Prize for Feature Film                         | In This Corner of the World                 | Перемога                   | [ 98 ]                     |
| 2017                       | 15th Anilogue International Animation Festival                                                     | Jury Special Mention for Feature Film                | In This Corner of the World                 | Перемога                   | [ 99 ] [ 100 ]             |
| 2017                       | 45th Annie Awards                                                                                  | Best Animated Feature - Independent                  | In This Corner of the World                 | Номінація                  | [ 101 ]                    |
| 2017                       | 21st Online Film Critics Society Awards                                                            | Best Animated Feature                                | In This Corner of the World                 | Номінація                  | [ 102 ]                    |
| 2017                       | 21st S&P Awards                                                                                    | Most Spiritually Literate Animated Films             | In This Corner of the World                 | Перемога                   | [ 103 ]                    |
| 2018                       | 17th [okyo Anime Award (TAAF2018)                                                                  | Animation of the Year - Grand Prize in Film Category | In This Corner of the World                 | Перемога                   | [ 104 ]                    |
| 2018                       | 21st Japan Media Arts Festival                                                                     | Grand Prize in Animation Category                    | In This Corner of the World                 | Перемога                   | [ 105 ]                    |
| 2018                       | 3rd Hawaii Film Critics Society Awards                                                             | Best Animated Film                                   | In This Corner of the World                 | Перемога                   | [ 106 ]                    |
| 2018                       | 3rd Hawaii Film Critics Society Awards                                                             | Best Foreign Language Film                           | In This Corner of the World                 | Перемога                   | [ 106 ]                    |
| 2018                       | 13th Japan Expo Awards                                                                             | Golden Daruma for Anime (Grand Prize)                | In This Corner of the World                 | Перемога                   | [ 107 ] [ 108 ]            |
| 2018                       | 13th Japan Expo Awards                                                                             | Daruma for Best Anime Film/OVA                       | In This Corner of the World                 | Перемога                   | [ 107 ] [ 108 ]            |
| 2018                       | 17th Meknes International Animated Film Festival                                                   | Grand Prize for Feature Film                         | In This Corner of the World                 | Перемога                   | [ 109 ]                    |
| 2018                       | 2nd Crunchyroll Anime Awards                                                                       | Best Film                                            | In This Corner of the World                 | Номінація                  | [ 110 ]                    |

## Нотатки
1. ↑  Еба був невеликим рибальським містечком, розташованим у дельті на південь від міста Хіросіма. Він був відомий вирощуванням норі (їстівних водоростей) та устриць. Але у 1943 році рибальський бізнес майже зупинився, оскільки на новоздобутій землі на південь від Еби було засновано військовий завод. У 1945 році Еба постраждав від атомного бомбардування — багато людей загинули або були поранені. Не всі райони міста були зруйновані, і були виживші, адже місто знаходилося приблизно за 3 км від епіцентру вибуху. Після війни завод, який став цивільним підприємством корпорації Mitsubishi Heavy Industries, продовжує виробляти машинне та транспортне обладнання. Назва міста Еба збереглася і нині у районі Нака міста Хіросіма.
2. ↑  Куре був великим портовим містом, розташованим за годину їзди потягом від Хіросіми. Порт виходить на Внутрішнє Японське море (Сето), і він широко відомий як найбільша військова база Імперського японського флоту. Після війни Куре також став відомий цивільним суднобудівним заводом корпорації IHI.
3. ↑  Тонарігумі — це сусідська асоціація взаємодопомоги, яка добровільно організовувалася в історії Японії. Ця система була запроваджена урядом Японії в 1940 році по всій країні з метою більш жорсткого контролю над суспільством у воєнний період.
4. ↑  Кусацу був невеликим рибальським містечком, розташованим на захід від Хіросіми. Оскільки воно знаходилося поза зоною ураження вибуху в місті Хіросіма, Кусацу та його жителі не постраждали від атомного бомбардування. Через деякий час після війни Кусацу (разом з кількома іншими сусідніми містечками) було включено до складу нинішнього району Нісі міста Хіросіма. Для уточнення: як Кусацу в префектурі Гунма, так і Кусацу в префектурі Сіґа не є тим самим Кусацу, що поблизу Хіросіми.
5. ↑  Нічия з Lu Over the Wall.
6. ↑  Нічия з Coco.